# العلاقات الطاجيكستانية المالطية
العلاقات الطاجيكستانية المالطية هي العلاقات الثنائية التي تجمع بين طاجيكستان ومالطا.

## مقارنة بين البلدين
هذه مقارنة عامة ومرجعية للدولتين:
| وجه المقارنة                                              | طاجيكستان                          | مالطا                                                     |
| --------------------------------------------------------- | ---------------------------------- | --------------------------------------------------------- |
| المساحة (كم2)                                             | 143.10 ألف                         | 316                                                       |
| عدد السكان (نسمة)                                         | 8.92 مليون                         | 465.29 ألف                                                |
| الكثافة السكانية (ن./كم²)                                 | 62.33                              | 147.24 ألف                                                |
| العاصمة                                                   | دوشنبه                             | فاليتا                                                    |
| اللغة الرسمية                                             | اللغة الطاجيكية                    | اللغة المالطية، لغة إنجليزية                              |
| العملة                                                    | ساماني طاجيكي، الروبل الطاجيكستاني | يورو، ليرة مالطية                                         |
| الناتج المحلي الإجمالي (بليون دولار)                      | 7.15 مليار                         | 12.54 مليار                                               |
| الناتج المحلي الإجمالي (تعادل القوة الشرائية) بليون دولار | 24.03 مليار                        | 14.68 مليار                                               |
| الناتج المحلي الإجمالي الاسمي للفرد دولار أمريكي          | 925                                | 22.60 ألف                                                 |
| الناتج المحلي الإجمالي للفرد دولار أمريكي                 | 2.69 ألف                           |                                                           |
| مؤشر التنمية البشرية                                      | 0.624                              | 0.839                                                     |
| رمز المكالمات الدولي                                      | +992                               | +356                                                      |
| رمز الإنترنت                                              | .tj                                | .mt                                                       |
| المنطقة الزمنية                                           | ت ع م+05:00                        | توقيت وسط أوروبا، ت ع م+01:00، ت ع م+02:00، أوروبا/مالطا ‏ |

## منظمات دولية مشتركة
يشترك البلدان في عضوية مجموعة من المنظمات الدولية، منها:
| علم المنظمة | اسم المنظمة                        | تاريخ انضمام طاجيكستان | تاريخ انضمام مالطا |
| ----------- | ---------------------------------- | ---------------------- | ------------------ |
|             | منظمة الأمن والتعاون في أوروبا     | 30 يناير 1992          | 25 يونيو 1973      |
|             | مؤسسة التمويل الدولية              | 2 ديسمبر 1994          | 1 يونيو 2005       |
|             | منظمة حظر الأسلحة الكيميائية       | ?                      | ?                  |
|             | الأمم المتحدة                      | 2 مارس 1992            | 1 ديسمبر 1964      |
|             | الاتحاد الدولي للاتصالات           | 28 أبريل 1994          | 1965               |
|             | منظمة الشرطة الجنائية الدولية      | ?                      | ?                  |
|             | البنك الدولي للإنشاء والتعمير      | 4 يونيو 1993           | 26 سبتمبر 1983     |
|             | الاتحاد البريدي العالمي            | ?                      | ?                  |
|             | وكالة ضمان الاستثمار متعدد الأطراف | 9 ديسمبر 2002          | 12 سبتمبر 1990     |
|             | يونسكو                             | 6 أبريل 1993           | 10 فبراير 1965     |
|             | الفريق المعني برصد الأرض           | ?                      | ?                  |

## وصلات خارجية
- موقع وزارة الخارجية المالطية